# Sebastopol (Mississipi)
Sebastopol és una població dels Estats Units a l'estat de Mississipi. Segons el cens del 2000 tenia 233 habitants.

## Demografia
Segons el cens del 2000, Sebastopol tenia 233 habitants, 107 habitatges, i 66 famílies. La densitat de població era de 61,6 habitants per km².
Dels 107 habitatges en un 28% hi vivien nens de menys de 18 anys, en un 46,7% hi vivien parelles casades, en un 10,3% dones solteres, i en un 38,3% no eren unitats familiars. En el 37,4% dels habitatges hi vivien persones soles el 18,7% de les quals corresponia a persones de 65 anys o més que vivien soles. El nombre mitjà de persones vivint en cada habitatge era de 2,18 i el nombre mitjà de persones que vivien en cada família era de 2,83.
Per edats la població es repartia de la següent manera: un 21,5% tenia menys de 18 anys, un 9,4% entre 18 i 24, un 26,6% entre 25 i 44, un 24,9% de 45 a 60 i un 17,6% 65 anys o més.
L'edat mediana era de 40 anys. Per cada 100 dones de 18 o més anys hi havia 92,6 homes.
La renda mediana per habitatge era de 31.250 $ i la renda mediana per família de 47.500 $. Els homes tenien una renda mediana de 26.625 $ mentre que les dones 25.000 $. La renda per capita de la població era de 23.630 $. Entorn del 9,5% de les famílies i el 18,6% de la població estaven per davall del llindar de pobresa.

## Poblacions més properes
El següent diagrama mostra les poblacions més properes.